# Doug Bradley
Douglas William Bradley (Liverpool, 7 de setembro de 1954) é um ator britânico, conhecido por dar vida ao ícone do terror Pinhead em oito filmes da série Hellraiser (desistiu de parcipar do nono), e também ao Capitão Elliot Spencer, antes de libertar seu lado negro, em Hellraiser II - Renascido das Trevas (1988) e Hellraiser III - Inferno na Terra (1992). Doug conseguiu alcançar a mesma façanha de Robert Englund, que fez o mestre dos sonhos Freddy Krueger em oito produções consecutivas para o cinema. Bradley trabalhou junto com Englund em 1997 no filme "Killer Tongue - Lingua Assassina".
Nas telas, o ator participou de vários curtas de terror, como "Red Lines" e "On the Edge", sendo o dono de uma produtora de animação digital chamada Renga Media.
Amigo do famoso escritor e cineasta Clive Barker, Doug Bradley participou de dois curta-metragem dirigido por Barker, "Salome" (sua estreia nas telas) e "The Forbidden", enquanto ainda aguardava a pós-produção da antologia "Book of Blood", fazendo pequenas participações em filmes como "Profecia - A Guardiã do Destino", "Pumpkinhead - de Volta das Cinzas" e "Cabana Macabra", "Tamora Gamble" e "C.F.".
A Dimension Films havia anunciado que Bradley voltaria a viver Pinhead num remake de Hellraiser, sem revelar datas. Ao invés da refilmagem, foi lançado um filme com roteiro original (Hellraiser: Revelations) em 2011, sem a participação do autor.

## Filmografia
- 2012: Pânico na Floresta 5
- 2009: C.F.
- 2008: Tamora Gamble
- 2008: Cabana Macabra
- 2006: Pumpkinhead - De Volta das Cinzas
- 2005: Profecia - A Guardiã do Destino
- 2005: Hellraiser 8 - O Mundo do Inferno
- 2005: Hellraiser 7 - O Retorno dos Mortos
- 2001: Hellraiser 6 - Caçador do Inferno
- 2000: Hellraiser 5 - Inferno
- 1997: Killer Tongue - Língua Assassina
- 1996: Hellraiser IV - Herança Maldita
- 1995: Proteus - O Mutante
- 1992: Hellraiser III - Inferno na Terra
- 1990: Raça das Trevas
- 1988: Hellraiser II - Renascido das Trevas
- 1987: Hellraiser - Renascido do Inferno
- 1978: The Forbidden
- 1973: Salome